# كلية جدة العالمية
كلية جدة العالمية كلية أهلية سعودية تأسست عام 2015 في مدينة جدة تحت اشراف وزارة التعليم ووكالة التعليم الجامعي الأهلي. تقدم كلية جدة العالمية ستة أقسام أكاديمية رئيسية  يتفرع منها تخصصات دقيقة لمرحلة البكالوريوس وهي قسم إدارة الأعمال , قسم التصاميم ، قسم علوم الحاسب الآلي وتقنية المعلومات ، قسم الهندسة ، قسم القانون و قسم السياحة و الضيافة بالإضافة إلى ماجستير إدارة الاعمال (MBA)].

## رؤية الكلية
مؤسسة أكاديمية منافسة وطنياً تقدم برامج تخصصية معتمدة ومتميزة .

## رسالة الكلية
توفير بيئة تعليمية جاذبة وكفاءات بشرية محفزة وبرامج اكاديمية متميزة تسهم في تعزيز البحث العلمي والشراكة المجتمعية  و إعداد قادة المستقبل .

## الأهداف
- تقديم برامج تعليمية رائدة ومتميزة.
- دعم ثقافة الابتكار في بيئة العمل المؤسسي.
- تنمية الموارد المؤسسية والحفاظ على الاستدامة.
- تعزيز البحث العلمي وبرامج الدراسات العليا.
- بناء شراكات مجتمعية متميزة.
- تقديم برامج تعليمية رائدة ومتميزة.

## القيم
الانتماء – الشفافية – العدالة – التميز – النزاهة 

## التخصصات العلمية الدقيقة للأقسام

### البكالوريوس

#### قسم إدارة الاعمال
- بكالوريوس التسويق وإدارة الاعمال الدولية باللغة العربية اوالانجليزية
- بكالوريوس المحاسبة والمالية

#### قسم التصاميم
- بكالوريوس التصميم الداخلي
- بكالوريوس التصميم الجرافيكي

#### قسم علوم الحاسب و تقنية المعلومات
- بكالوريوس هندسة برمجيات
- بكالوريوس الذكاء الإصطناعي
- بكالوريوس الشبكات
- بكالوريوس الأمن السيبراني

#### قسم الهندسة
- بكالوريوس الهندسة صناعية
- بكالوريوس الهندسة المعمارية

#### قسم القانون
- بكالوريوس القانون تجاري
- بكالوريوس القانون عام
- بكالوريوس قانون جرائم الكترونية

#### قسم السفر و الضيافة
- بكالوريوس السفر والسياحة
- بكالوريوس إدارة الفعاليات

### الدراسات العليا
- ماجستير إدارة الاعمال باللغة العربية اوالإنجليزية